# 拜里什
35°55′N 7°23′E / 35.917°N 7.383°E

拜里什（阿拉伯语：‎），是阿爾及利亞的城鎮，位於該國東北部烏姆布瓦吉省，由艾因貝達區負責管轄，面積347平方公里，2008年人口17,609，人口密度每平方公里51人。